# Flypack
 (décembre 2021).
Un flypack est un média de street marketing (marketing de rue). Son nom provient de flyers (tracts, prospectus) et de pack (emballage, enveloppe). Il se présente sous la forme d'une enveloppe (plastique, carton ou papier).
Il contient généralement des posters, des tracts, des autocollants ou des produits dérivés.